# Aert Mytens

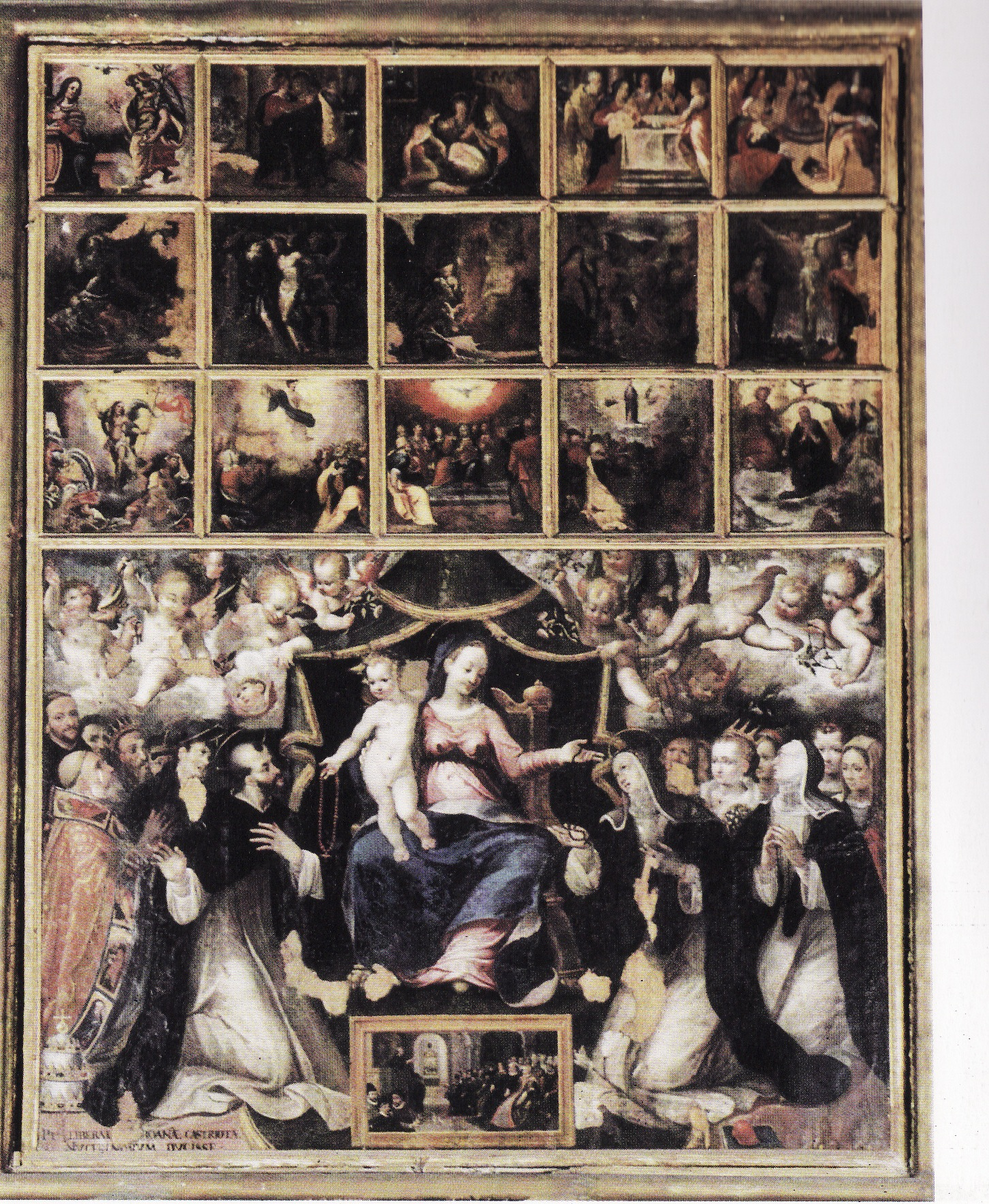
Madonna del Rosario, Cattedrale di San Prisco, Nocera Inferiore.

Cristo schernito, Museo nazionale, Stoccolma.

Aert Mytens (Bruxelles, 1541 – Roma, 1602) è stato un pittore fiammingo del Rinascimento, il cui nome fu spesso italianizzato in Rinaldo Fiammingo, ma è noto anche come Arnold Mijtens, e Arnold Mytens.

## Biografia

### Origini e formazione
Aert Mytens nacque a Bruxelles alla metà del XVI secolo ma operò principalmente in Italia. Secondo l'RDK è il capostipite dei Mytens o (Mijtens), importante famiglia di pittori; fu infatti lo zio del pittore di corte Daniel Mytens e di Isaac Mytens. 
Nel 1560 si spostò per la prima volta a Napoli, presso Cornelio Pyp. Successivamente lavorò a Bruxelles e L'Aia prima di trasferirsi nuovamente in Italia, a Roma, dove secondo Karel van Mander fu allievo del pittore connazionale Dirck Santvoort e amico di Hans Speckaert, anch'esso pittore; lavorò anche nello studio di un altro pittore fiammingo, Anthoni Santvoort, meglio conosciuto come il verde Antonio.

### Il periodo napoletano (1578-1592)
Nel 1578 tornò a Napoli dove fu molto attivo nel decennio successivo. Tra le opere di questo periodo, meritevoli di menzione sono il Martirio di San Bartolomeo per la chiesa di Santa Maria di Costantinopoli a Napoli e la Madonna del Rosario per la cattedrale di Nocera Inferiore. Degno di nota, per il sapiente uso della luce d'influenza caravaggesca, è anche il Cristo schernito eseguito a Napoli ed oggi conservato presso il Museo nazionale di Stoccolma.
Il 21 giugno 1592 sposò, nella città partenopea, Margherita di Medina, già vedova del pittore fiammingo Cornelis Smet e cognata di Teodoro d'Errico (che ne aveva sposato la sorella). Mytens fu inoltre maestro del pittore olandese Barend van Someren che sposò la figlia acquisita.

### Il periodo aquilano (1592-1601) e la morte
Si spostò quindi all'Aquila dove operò tra la città e il suo circondario realizzando numerosi lavori, molti dei quali conservati presso il Museo nazionale d'Abruzzo del capoluogo abruzzese. Il suo lavoro più noto è senz'altro la Crocifissione dipinta nel 1599 per la cappella maggiore della basilica di San Bernardino e che ebbe certamente fortuna, tanto che ne furono realizzate alcune copie; una di queste è conservata nella chiesa di Santa Maria delle Grazie di Calascio.. Dipinse anche un San Michele che scaccia il Demonio per il convento di Sant'Angelo in Ocre.
Dell'opera di Mytens, maestosa per le sue dimensioni, Karel van Mander scrisse:
(Karel van Mander)
Tra le altre opere del periodo aquilano, gli si attribuisce un Battesimo di Cristo per la chiesa di Santa Maria Paganica.
Trascorse l'ultimo anno di vita a Roma, dove morì nel 1602.

## Opere principali
- Martirio di San Bartolomeo, chiesa di Santa Maria di Costantinopoli, Napoli
- Madonna del Rosario con San Domenico e Santa Caterina, santi e misteri del Rosario, cattedrale di San Prisco, Nocera Inferiore
- Madonna Assunta, chiesa dello Spirito Santo, Sant'Antimo
- Cristo schernito, Museo nazionale, Stoccolma
- Crocifissione, basilica di San Bernardino, L'Aquila
- Battesimo di Cristo, chiesa di Santa Maria Paganica, L'Aquila
- Adorazione dei Magi, Museo Nazionale d'Abruzzo, L'Aquila
- Madonna con Bambino e Santi, Museo Nazionale d'Abruzzo, L'Aquila
- La Presentazione al tempio, Museo Nazionale d'Abruzzo, L'Aquila
- Santa Maria della Concezione, Santuario di Santa Maria della Rotonda, Albano Laziale
- San Sebastiano curato dalla vedova Irene, Ente Museo Palazzo Costa, Piacenza
- Madonna delle Grazie tra san Gregorio Magno, san Giacomo Maggiore e offerente, episcopio, Sorrento